# Luz Gabás
Luz Gabás, née en 1968 à Monzón, est une écrivaine et romancière espagnole.

## Biographie
Luz Gabás s'installe une année à San Luis Obispo en Californie, avant de déménager à Saragosse, où elle obtient une licence en philologie anglaise. Elle travaille ensuite comme professeure d'université. Pendant des années, son quotidien alterne entre l’enseignement, des recherches en littérature et linguistique, la traduction et la rédaction d'articles. Elle participe également à des projets culturels, théâtraux et cinématographiques.
Depuis 2007, elle vit et travaille à Anciles, près de la ville de Benasque, où elle se consacre principalement à l'écriture,.
Elle est engagée au sein du Parti Populaire.

## Carrière littéraire
En 2012, Luz Gabás publie son premier roman intitulé Des palmiers dans la neige (Palmeras en la nieve) aux éditions Temas Hoy. La traduction française est éditée en 2019 aux éditions Charleston. Le voyage vers une île exotique et inconnue de deux frères en quête de renouveau, en Guinée espagnole. Mais très vite une romance, va faire basculer la sérénité des habitants sur place, et changer le cours de leurs vies. L'ouvrage Palmeras en la nieve devenu un best-seller, est adapté au cinéma en 2015 par Fernando González Molina,. Il lui a été reproché de véhiculer une image de « colonialisme positif ».
En 2022, Luz Gabás obtient le prix Planeta pour Lejos de Luisiana.

### Versions originales
- Palmeras en la nieve, Ediciones Temas de Hoy, 736p, 2012,  (ISBN 978-8499980232)
- Regreso a tu piel, Círculo de Lectores, 528p, 2014,  (ISBN 978-8467259742)
- Como fuego en el hielo, Booket, 592p, 2019,  (ISBN 978-8408214649)
- El latido de la tierra,Booket, 441p,|2019],  (ISBN 978-84-08-23309-1)

### Traductions françaises
- Des palmiers dans la neige, traduction d'Anaïs Goacolou, Éditions Charleston, 672p, 2019,  (ISBN 978-2368124857)
- La Promesse du Mississippi, traduction de Marie Crouzeix et Hélène Melo, 752 p, 2024  (EAN 9782385291518)